# Synagoga w Miasteczku Śląskim
Synagoga w Miasteczku Śląskim – nieistniejąca synagoga, która znajdowała się w Miasteczku Śląskim.

## Historia
Pierwszy żydowski dom modlitwy w Miasteczku (niem. Georgenberg) znajdował się w połowie XIX wieku w budynku, którego właścicielem był Alexander Lomnitz. W późniejszym okresie kupiec Elias Joseph Pinczower wraz z innymi miejscowymi Żydami nabył parcelę przy obecnej ul. Piwnej 2, na której w latach 1862–1863 wybudowano synagogę. Poświęcono ją 29 lipca 1863 roku.
W 1921 roku znajdujący się w już złym stanie technicznym obiekt dodatkowo zdewastowali kwaterujący w nim powstańcy śląscy. Po rozwiązaniu miasteczkowskiej gminy żydowskiej w 1923 roku budynek został sprzedany Ludwikowi Kocurkowi i przekształcony w budynek mieszkalny, dzięki czemu przetrwał hitlerowską okupację w czasie II wojny światowej i zachował się – choć znacznie przebudowany – do dziś.

## Architektura
Bożnica była skromnym budynkiem wybudowanym na rzucie prostokąta, krytym dwuspadowym dachem, z wysokimi, półkoliście zwieńczonymi oknami.